# Roberto II, Duque da Borgonha
Roberto II (1248 – Vernon, 21 de Março, 1306) foi duque da Borgonha da dinastia capetiana, e rei titular da Tessalónica desde 1271 até à sua morte. Era o terceiro filho varão de Hugo IV, Duque da Borgonha e de Iolanda de Dreux.

## Biografia
Os seus irmãos mais velhos Eudo e João morreram antes do seu pai, pelo que, sendo o único filho sobrevivente, herdou o ducado. Foi encarregado de importantes missões pelos reis Filipe III de França e Filipe IV de França, tendo este último nomeado-o grande camareiro de França.
A sua principal medida de governo foi pôr fim às práticas de conceder dotes às filhas por ocasião do casamento, e de doar terras aos filhos mais novos. O objectivo era evitar a fragmentação do ducado.
Em 1279 casou com a princesa Inês da França (1260-1325), filha do rei São Luís e de Margarida da Provença. Dela, nasceram:
- João (1279-1283)
- Margarida (n. 1285), morreu jovem
- Branca (1288-1348), casada em 1307 com Eduardo I, conde de Saboia
- Margarida da Borgonha (1290-1315), casada em 1305 com o futuro rei Luís X de França
- Joana (c. 1293-1348), casada em 1313 com o futuro rei Filipe VI de França[3]
- Hugo V, Duque da Borgonha (1294-1315), seu sucessor no ducado
- Eudo IV, Duque da Borgonha (1295-1349), sucessor do irmão no ducado
- Maria (n. 1298), casada em 1310 com Eduardo I, conde de Bar
- Luís da Borgonha (1297-1316), rei de Tessalónica, casou com Matilde de Hainaut
- Roberto (1302-1334), conde de Tonnerre, casou com Joana de Chalon